# 프리키 프라이데이 (1976년 영화)
《프리키 프라이데이》(영어: Freaky Friday)는 미국에서 제작된 게리 넬슨 감독의 1976년 판타지 코미디 영화이다. 조디 포스터, 바버라 해리스, 존 애스틴, 패치 켈리, 딕 밴패튼 등이 출연하였고, 론 밀러 등이 제작에 참여하였다.
1977년 제34회 골든 글로브상에서 조디 포스터와 바버라 해리스가 동시에 코미디·뮤지컬 영화 부문 여우주연상 후보에 올랐다.

## 줄거리
늘상 언쟁을 벌이는 애너벨과 엄마 엘런은 특히 의견 충돌로 심하게 부딪힌 어느 날 하루라도 상대가 되어 살고 싶다고 동시에 외친다. 다음날인 13일의 금요일에 두 사람은 소원이 실제로 이뤄져 서로의 몸이 뒤바뀌어있음을 발견한다.
이후 두 사람은 상대의 원래 삶을 그대로 이어나간다. 그러나 애너벨의 몸을 한 엘런은 수업과 시합을 연이어 망치면서 각종 분야에서 뛰어난 성취도를 보여온 애너벨에 대한 주변 기대를 무너뜨린다. 엘런의 몸을 한 애너벨은 하루종일 바삐 돌아가는 다양한 집안일 일정을 엉망진창으로 처리하며 고생한다. 서로가 겪어온 고충을 깨달은 모녀는 상대의 삶을 새롭게 이해하게 된다.

## 출연
- 조디 포스터 - 애너벨 앤드루스/엘런 앤드루스 역
- 바버라 해리스 - 엘런 앤드루스/애너벨 앤드루스 역
- 존 애스틴 - 빌 앤드루스 씨 역
- 패치 켈리 - 슈마우스 부인 역
- 딕 밴패튼 - 해럴드 제닝스 역
- 비키 슈렉 - 버지니아 역
- 소럴 북 - 교장 딜크 씨 역
- 케이 밸러드 - 코치 베치 역
- 스파키 마커스 - 벤 앤드루스 역
- 마크 매클루어 - 보리스 해리스 역
- 샬린 틸턴 - 뱀비 역
- 앨런 오펀하이머 - 조퍼트 씨 역
- 루스 버지 - 상대팀 코치 역
- 마리 윈저 - 머피 부인 역
- 마빈 캐플런 - 카페트 청소부 역
- 아이리스 에이드리언 - 버스 승객 역
- 로리 메인 - 밀스 씨 역
- 프리츠 펠드 - 잭맨 씨 역

## 기타 제작진
- 협력 제작: 톰 리치
- 의상: 척 킨, 에밀리 선드비

## 리메이크
- 프리키 프라이데이 (2003년 영화)